# دينيس روديونوف
دينيس روديونوف (26 يوليو 1985 بالاتحاد السوفيتي - ) هو لاعب كرة قدم كازاخستاني في مركزي الهجوم والوسط. شارك مع منتخب كازاخستان لكرة القدم. أما مع النوادي، فقد لعب مع إف كي أتيراو ونادي آكتوبه وFC Alma-Ata ‏ وFC Zhetysu ‏.

## وصلات خارجية
- دينيس روديونوف على موقع قاعدة بيانات كرة القدم.إي يو (الإنجليزية)
- دينيس روديونوف على موقع ناشيونال فوتبول تيمز (الإنجليزية)
- دينيس روديونوف على موقع Soccerway.com (الإنجليزية)
- دينيس روديونوف على موقع عالم كرة القدم.نت (الإنجليزية)